# Whitney Eugene Thayer
Whitney Eugene Thayer   (Mendon, 11 de desembre de 1838 - Burlington, 27 de juny de 1889) va ser un organista i compositor estatunidenc.
Thayer va donar el seu primer concert just després de la instal·lació del nou orgue al Boston Music Hall el 1863. Un dels primers estudiants de John Knowles Payne, va avançar a estudiar orgue i contrapunt a Berlín amb August Haupt (que també havia ensenyat Paine). Després de tornar de Berlín va treballar a Boston i més tard a la ciutat de Nova York com a organista. També va ser un virtuós itinerant, professor d'orgue i escriptor musical.
A part d'una cantata festiva i una missa, va compondre nombroses obres per a orgue, cançons d'art i quartets vocals.